# Lijst van onroerend erfgoed in Horebeke
Een overzicht van het onroerend erfgoed in de gemeente Horebeke. Het onroerend erfgoed maakt deel uit van het cultureel erfgoed in België.

## Bouwkundig erfgoed
| Object                                            | Erfgoedstatus? | Bouwjaar of architect | Deelgemeente           | Adres                 | Coördinaten                   | Nummer? | Afbeelding                                        |
| ------------------------------------------------- | -------------- | --------------------- | ---------------------- | --------------------- | ----------------------------- | ------- | ------------------------------------------------- |
| Protestants Historisch Museum Abraham Hans        | dorpsgezicht   |                       | Sint-Maria-Horebeke    | Abraham Hansstraat 3  | 50° 51' 5" NB, 3° 41' 43" OL  | 43749   | Protestants Historisch Museum Abraham Hans        |
| Boerenwoning                                      |                |                       | Sint-Maria-Horebeke    | Abraham Hansstraat 16 | 50° 51' 2" NB, 3° 41' 48" OL  | 43750   | Boerenwoning                                      |
| Hoeve Ter Linde                                   |                |                       | Sint-Maria-Horebeke    | Bogaardsveld 4        | 50° 49' 3" NB, 3° 40' 47" OL  | 43751   | Hoeve Ter Linde                                   |
| Hoeve en café In den pennink                      | niet bewaard   |                       | Sint-Maria-Horebeke    | Broekestraat 14       | 50° 50' 40" NB, 3° 41' 50" OL | 43752   | Hoeve en café In den pennink                      |
| Hoeve                                             |                |                       | Sint-Maria-Horebeke    | Broekestraat 101      | 50° 51' 0" NB, 3° 42' 19" OL  | 43753   | Hoeve                                             |
| Hoeve met losse bestanddelen                      | niet bewaard   |                       | Sint-Maria-Horebeke    | Den Daele 8           | 50° 49' 4" NB, 3° 41' 14" OL  | 43754   | Hoeve met losse bestanddelen                      |
| Hoeve                                             |                |                       | Sint-Maria-Horebeke    | Den Daele 10          | 50° 48' 44" NB, 3° 41' 9" OL  | 43755   | Hoeve                                             |
| Kapel van Onze-Lieve-Vrouw Onbevlekte Ontvangenis |                |                       | Sint-Maria-Horebeke    | Dorpsstraat           | 50° 50' 21" NB, 3° 41' 23" OL | 43756   | Kapel van Onze-Lieve-Vrouw Onbevlekte Ontvangenis |
| Café, winkel, smidse                              |                |                       | Sint-Maria-Horebeke    | Dorpsstraat 2         | 50° 50' 25" NB, 3° 41' 28" OL | 43757   | Café, winkel, smidse                              |
| Zuivelfabriek Belgomilk                           |                |                       | Sint-Maria-Horebeke    | Dorpsstraat 3         | 50° 50' 23" NB, 3° 41' 29" OL | 43758   | Zuivelfabriek Belgomilk                           |
| Parochiezaal De Kroon                             |                |                       | Sint-Maria-Horebeke    | Dorpsstraat 12        | 50° 50' 23" NB, 3° 41' 24" OL | 43759   | Parochiezaal De Kroon                             |
| Klooster, rustoord en school                      |                |                       | Sint-Maria-Horebeke    | Dorpsstraat 14, 14B   | 50° 50' 22" NB, 3° 41' 22" OL | 43760   | Klooster, rustoord en school                      |
| Herenhuis                                         | Monument       |                       | Sint-Maria-Horebeke    | Dorpsstraat 17        | 50° 50' 18" NB, 3° 41' 21" OL | 43761   | Herenhuis                                         |
| Dekenij Onze-Lieve-Vrouw-Hemelvaartparochie       | Monument       |                       | Sint-Maria-Horebeke    | Dorpsstraat 19        | 50° 50' 17" NB, 3° 41' 22" OL | 43762   | Dekenij Onze-Lieve-Vrouw-Hemelvaartparochie       |
| Hoeve                                             | Monument       |                       | Sint-Maria-Horebeke    | Dorpsstraat 25        | 50° 50' 15" NB, 3° 41' 20" OL | 43763   | Hoeve                                             |
| Gesloten hoeve                                    | Monument       |                       | Sint-Maria-Horebeke    | Dorpsstraat 29-31     | 50° 50' 15" NB, 3° 41' 17" OL | 43764   | Gesloten hoeve                                    |
| Villa Wel Tevreden                                | Monument       |                       | Sint-Maria-Horebeke    | Dorpsstraat 30        | 50° 50' 19" NB, 3° 41' 17" OL | 43765   | Villa Wel Tevreden                                |
| Dorpswoning                                       | Monument       |                       | Sint-Maria-Horebeke    | Dorpsstraat 32        | 50° 50' 17" NB, 3° 41' 16" OL | 43766   | Dorpswoning                                       |
| Winkelhuis                                        | dorpsgezicht   |                       | Sint-Maria-Horebeke    | Dorpsstraat 35        | 50° 50' 14" NB, 3° 41' 14" OL | 43767   | Winkelhuis                                        |
| Gesloten hoeve                                    | Monument       |                       | Sint-Maria-Horebeke    | Dorpsstraat 38        | 50° 50' 15" NB, 3° 41' 10" OL | 43768   | Gesloten hoeve                                    |
| Herenhuis                                         | Monument       |                       | Sint-Maria-Horebeke    | Dorpsstraat 39        | 50° 50' 12" NB, 3° 41' 16" OL | 43769   | Herenhuis                                         |
| Boerenwoning                                      | dorpsgezicht   |                       | Sint-Maria-Horebeke    | Dorpsstraat 40        | 50° 50' 13" NB, 3° 41' 8" OL  | 43770   | Boerenwoning                                      |
| Winkel en herberg In den Casino                   | dorpsgezicht   |                       | Sint-Maria-Horebeke    | Dorpsstraat 41        | 50° 50' 14" NB, 3° 41' 13" OL | 43771   | Winkel en herberg In den Casino                   |
| Villa De Notelaar                                 | Monument       |                       | Sint-Maria-Horebeke    | Dorpsstraat 44        | 50° 50' 11" NB, 3° 41' 5" OL  | 43772   | Villa De Notelaar                                 |
| Villa Ten Broeck                                  | dorpsgezicht   |                       | Sint-Maria-Horebeke    | Dorpsstraat 46        | 50° 50' 10" NB, 3° 41' 5" OL  | 43773   | Villa Ten Broeck                                  |
| Dorpswoning                                       | dorpsgezicht   |                       | Sint-Maria-Horebeke    | Dorpsstraat 48        | 50° 50' 9" NB, 3° 41' 4" OL   | 43774   | Dorpswoning                                       |
| Burgerhuis                                        | dorpsgezicht   |                       | Sint-Maria-Horebeke    | Dorpsstraat 53        | 50° 50' 10" NB, 3° 41' 9" OL  | 43775   | Burgerhuis                                        |
| Gemeentelijke lagere jongensschool en schoolhuis  | Monument       |                       | Sint-Maria-Horebeke    | Dorpsstraat 55        | 50° 50' 9" NB, 3° 41' 8" OL   | 43776   | Gemeentelijke lagere jongensschool en schoolhuis  |
| Villa Roman                                       | dorpsgezicht   |                       | Sint-Maria-Horebeke    | Dorpsstraat 57        | 50° 50' 8" NB, 3° 41' 8" OL   | 43777   | Villa Roman                                       |
| Villa                                             | dorpsgezicht   |                       | Sint-Maria-Horebeke    | Dorpsstraat 65        | 50° 50' 4" NB, 3° 41' 5" OL   | 43778   | Villa                                             |
| Burgerhuis                                        | Monument       |                       | Sint-Maria-Horebeke    | Dorpsstraat 67        | 50° 50' 3" NB, 3° 41' 5" OL   | 43779   | Burgerhuis                                        |
| Gesloten hoeve                                    |                |                       | Sint-Maria-Horebeke    | Dorpsstraat 70        | 50° 50' 3" NB, 3° 41' 0" OL   | 43780   | Gesloten hoeve                                    |
| Drie rijkswachterwoningen                         |                |                       | Sint-Maria-Horebeke    | Dorpsstraat 76-80     | 50° 49' 59" NB, 3° 40' 58" OL | 43781   | Drie rijkswachterwoningen                         |
| Burgerhuis                                        |                |                       | Sint-Maria-Horebeke    | Dorpsstraat 88        | 50° 49' 57" NB, 3° 40' 54" OL | 43782   | Burgerhuis                                        |
| Samenwerkende Melkerij De Maagd                   |                |                       | Sint-Maria-Horebeke    | Dorpsstraat 95        | 50° 49' 54" NB, 3° 40' 55" OL | 43783   | Samenwerkende Melkerij De Maagd                   |
| Gesloten hoeve                                    |                |                       | Sint-Maria-Horebeke    | Heerweg 2             | 50° 49' 40" NB, 3° 40' 58" OL | 43784   | Gesloten hoeve                                    |
| Gesloten hoeve                                    |                |                       | Sint-Maria-Horebeke    | Heerweg 12            | 50° 49' 31" NB, 3° 41' 10" OL | 43785   | Gesloten hoeve                                    |
| Hoeve                                             |                |                       | Sint-Maria-Horebeke    | Heerweg 16            | 50° 49' 29" NB, 3° 41' 15" OL | 43786   | Hoeve                                             |
| Gesloten hoeve                                    |                |                       | Sint-Maria-Horebeke    | Heerweg 18            | 50° 49' 27" NB, 3° 41' 17" OL | 43787   | Gesloten hoeve                                    |
| Gesloten hoeve                                    |                |                       | Sint-Maria-Horebeke    | Heerweg 31            | 50° 49' 35" NB, 3° 41' 10" OL | 43788   | Gesloten hoeve                                    |
| Herberg In Den Trap Op                            |                |                       | Sint-Maria-Horebeke    | Heerweg 45            | 50° 49' 28" NB, 3° 41' 22" OL | 43789   | Herberg In Den Trap Op                            |
| Gesloten hoeve en Calvariekapel                   |                |                       | Sint-Maria-Horebeke    | Hessestraat 2         | 50° 48' 26" NB, 3° 41' 28" OL | 43790   | Gesloten hoeve en Calvariekapel                   |
| Parochiekerk Onze-Lieve-Vrouw-Hemelvaart          | Monument       |                       | Sint-Maria-Horebeke    | Kerkplein 2           | 50° 50' 16" NB, 3° 41' 16" OL | 43791   | Parochiekerk Onze-Lieve-Vrouw-Hemelvaart          |
| Gemeentehuis en Vredegerecht Sint-Maria-Horebeke  | Monument       |                       | Sint-Maria-Horebeke    | Kerkplein 3           | 50° 50' 16" NB, 3° 41' 13" OL | 43792   | Gemeentehuis en Vredegerecht Sint-Maria-Horebeke  |
| Twee dorpswoningen                                | dorpsgezicht   |                       | Sint-Maria-Horebeke    | Kerkplein 5-7         | 50° 50' 17" NB, 3° 41' 13" OL | 43793   | Twee dorpswoningen                                |
| Vredegerecht van het kanton Sint-Maria-Horebeke   | dorpsgezicht   |                       | Sint-Maria-Horebeke    | Kerkplein 9           | 50° 50' 17" NB, 3° 41' 14" OL | 43794   | Vredegerecht van het kanton Sint-Maria-Horebeke   |
| Dorpswoning                                       | Monument       |                       | Sint-Maria-Horebeke    | Kerkplein 11          | 50° 50' 17" NB, 3° 41' 14" OL | 43795   | Dorpswoning                                       |
| Oude Kerk                                         | Monument       |                       | Sint-Maria-Horebeke    | Koning Willemdreef    | 50° 51' 9" NB, 3° 41' 38" OL  | 43796   | Oude Kerk                                         |
| Hoeve                                             | Monument       |                       | Sint-Maria-Horebeke    | Koning Willemdreef 4  | 50° 51' 9" NB, 3° 41' 37" OL  | 43797   | Hoeve                                             |
| Hoeve                                             |                |                       | Sint-Maria-Horebeke    | Korsele 4             | 50° 50' 50" NB, 3° 41' 21" OL | 43798   | Hoeve                                             |
| Dorpswoning                                       | dorpsgezicht   |                       | Sint-Maria-Horebeke    | Korsele 21            | 50° 50' 59" NB, 3° 41' 30" OL | 43799   | Dorpswoning                                       |
| Hoeve met winkel en café                          | dorpsgezicht   |                       | Sint-Maria-Horebeke    | Korsele 27            | 50° 51' 2" NB, 3° 41' 33" OL  | 43800   | Hoeve met winkel en café                          |
| Semigesloten hoeve                                | dorpsgezicht   |                       | Sint-Maria-Horebeke    | Korsele 28            | 50° 51' 1" NB, 3° 41' 36" OL  | 43801   | Semigesloten hoeve                                |
| Dorpswoning                                       | dorpsgezicht   |                       | Sint-Maria-Horebeke    | Korsele 34            | 50° 51' 5" NB, 3° 41' 40" OL  | 43802   | Dorpswoning                                       |
| Hoeve met losse bestanddelen                      | dorpsgezicht   |                       | Sint-Maria-Horebeke    | Korsele 36            | 50° 51' 7" NB, 3° 41' 40" OL  | 43803   | Hoeve met losse bestanddelen                      |
| Nieuwe protestantse kerk en kerkhof               | Monument       |                       | Sint-Maria-Horebeke    | Korsele 39            | 50° 51' 7" NB, 3° 41' 39" OL  | 43804   | Nieuwe protestantse kerk en kerkhof               |
| Pastorie van de protestantse gemeenschap          | dorpsgezicht   |                       | Sint-Maria-Horebeke    | Korsele 40            | 50° 51' 8" NB, 3° 41' 44" OL  | 43805   | Pastorie van de protestantse gemeenschap          |
| Villa                                             | dorpsgezicht   |                       | Sint-Maria-Horebeke    | Korsele 45            | 50° 51' 11" NB, 3° 41' 43" OL | 43806   | Villa                                             |
| Dorpswoning                                       | dorpsgezicht   |                       | Sint-Maria-Horebeke    | Korsele 47            | 50° 51' 12" NB, 3° 41' 44" OL | 43807   | Dorpswoning                                       |
| Dorpswoning                                       | dorpsgezicht   |                       | Sint-Maria-Horebeke    | Korsele 51            | 50° 51' 14" NB, 3° 41' 46" OL | 43808   | Dorpswoning                                       |
| Boerenwoning                                      |                |                       | Sint-Maria-Horebeke    | Kromstraat 3          | 50° 51' 17" NB, 3° 41' 12" OL | 43809   | Boerenwoning                                      |
| Boerenwoning                                      | niet bewaard   |                       | Sint-Maria-Horebeke    | Kromstraat 28         | 50° 51' 34" NB, 3° 41' 32" OL | 43810   | Upload foto                                       |
| Gesloten hoeve                                    |                |                       | Sint-Maria-Horebeke    | Meersestraat 24       | 50° 50' 27" NB, 3° 42' 19" OL | 43811   | Gesloten hoeve                                    |
| Plankeveldmolen                                   |                |                       | Sint-Maria-Horebeke    | Molenstraat           | 50° 49' 41" NB, 3° 41' 11" OL | 43812   | Plankeveldmolen                                   |
| Kapel van het Heilig Kruis                        |                |                       | Sint-Maria-Horebeke    | Rokegem               | 50° 50' 25" NB, 3° 41' 14" OL | 43813   | Kapel van het Heilig Kruis                        |
| Hoeve                                             |                |                       | Sint-Maria-Horebeke    | Stene 1               | 50° 49' 10" NB, 3° 41' 2" OL  | 43814   | Hoeve                                             |
| Gesloten hoeve                                    |                |                       | Sint-Maria-Horebeke    | Stene 9               | 50° 48' 49" NB, 3° 40' 52" OL | 43815   | Gesloten hoeve                                    |
| Gesloten hoeve                                    |                |                       | Sint-Maria-Horebeke    | Vrijsbeke 23          | 50° 51' 25" NB, 3° 41' 30" OL | 43816   | Gesloten hoeve                                    |
| Hoeve met losse bestanddelen                      |                |                       | Sint-Maria-Horebeke    | Vrijsbeke 20          | 50° 51' 22" NB, 3° 41' 27" OL | 43817   | Hoeve met losse bestanddelen                      |
| Gesloten hoeve                                    |                |                       | Sint-Kornelis-Horebeke | Bosstraat 27          | 50° 48' 55" NB, 3° 42' 10" OL | 74169   | Gesloten hoeve                                    |
| Burgerhuis                                        |                |                       | Sint-Kornelis-Horebeke | Bovenstraat 2         | 50° 50' 2" NB, 3° 41' 48" OL  | 74170   | Burgerhuis                                        |
| Hoeve in U-vorm                                   |                |                       | Sint-Kornelis-Horebeke | Bovenstraat 8         | 50° 50' 1" NB, 3° 41' 47" OL  | 74171   | Hoeve in U-vorm                                   |
| Gemeenteschool                                    |                |                       | Sint-Kornelis-Horebeke | Bovenstraat 24A-B     | 50° 49' 54" NB, 3° 41' 39" OL | 74172   | Gemeenteschool                                    |
| Buikberghoeve                                     |                |                       | Sint-Kornelis-Horebeke | Buikberg 1            | 50° 49' 38" NB, 3° 42' 16" OL | 74173   | Buikberghoeve                                     |
| Semi-gesloten hoeve                               |                |                       | Sint-Kornelis-Horebeke | Buikberg 2            | 50° 49' 42" NB, 3° 42' 16" OL | 74174   | Semi-gesloten hoeve                               |
| Boerenarbeiderswoning                             |                |                       | Sint-Kornelis-Horebeke | Buikberg 6            | 50° 49' 36" NB, 3° 42' 14" OL | 74175   | Boerenarbeiderswoning                             |
| Hoeve met losse bestanddelen                      | niet bewaard   |                       | Sint-Kornelis-Horebeke | Buikberg 8            | 50° 49' 34" NB, 3° 42' 13" OL | 74176   | Upload foto                                       |
| Villa                                             |                |                       | Sint-Kornelis-Horebeke | Buikberg 12           | 50° 49' 23" NB, 3° 42' 1" OL  | 74177   | Villa                                             |
| Semi-gesloten hoeve                               |                |                       | Sint-Kornelis-Horebeke | Buikberg 14           | 50° 49' 20" NB, 3° 41' 58" OL | 74178   | Semi-gesloten hoeve                               |
| Hoeve met losse bestanddelen                      |                |                       | Sint-Kornelis-Horebeke | Haaghoek 2            | 50° 50' 2" NB, 3° 42' 9" OL   | 74179   | Hoeve met losse bestanddelen                      |
| Vierkantshoeve                                    |                |                       | Sint-Kornelis-Horebeke | Haaghoek 4            | 50° 49' 53" NB, 3° 42' 22" OL | 74180   | Vierkantshoeve                                    |
| Stokerij Hoeve                                    |                |                       | Sint-Kornelis-Horebeke | Haaghoek 6            | 50° 49' 54" NB, 3° 42' 25" OL | 74181   | Stokerij Hoeve                                    |
| Molenaarswoning                                   |                |                       | Sint-Kornelis-Horebeke | Hoogkouter 2          | 50° 49' 41" NB, 3° 41' 40" OL | 74182   | Upload foto                                       |
| Hoogkoutermolen                                   | Monument       |                       | Sint-Kornelis-Horebeke | Hoogkouter 6          | 50° 49' 40" NB, 3° 41' 40" OL | 74183   | Hoogkoutermolen                                   |
| Molenaarswoning                                   |                |                       | Sint-Kornelis-Horebeke | Hoogkouter 4          | 50° 49' 41" NB, 3° 41' 39" OL | 74184   | Molenaarswoning                                   |
| Hoeve                                             |                |                       | Sint-Kornelis-Horebeke | Kempeland 10          | 50° 49' 43" NB, 3° 41' 50" OL | 74185   | Hoeve                                             |
| Hoeve met losse bestanddelen                      |                |                       | Sint-Kornelis-Horebeke | Koekoekstraat 3       | 50° 50' 2" NB, 3° 41' 34" OL  | 74186   | Hoeve met losse bestanddelen                      |
| Hoeve                                             |                |                       | Sint-Kornelis-Horebeke | Koekoekstraat 17      | 50° 50' 7" NB, 3° 41' 43" OL  | 74187   | Hoeve                                             |
| Kleine dorpswoning                                | niet bewaard   |                       | Sint-Kornelis-Horebeke | Koekoekstraat 20      | 50° 50' 5" NB, 3° 41' 47" OL  | 74188   | Upload foto                                       |
| Sint-Korneliuskapel                               |                |                       | Sint-Kornelis-Horebeke | Meersestraat          | 50° 50' 16" NB, 3° 42' 10" OL | 74190   | Sint-Korneliuskapel                               |
| Boerenwoning                                      | dorpsgezicht   |                       | Sint-Kornelis-Horebeke | Ommegangstraat 2      | 50° 50' 9" NB, 3° 41' 56" OL  | 74191   | Boerenwoning                                      |
| Kapel                                             | dorpsgezicht   |                       | Sint-Kornelis-Horebeke | Ommegangstraat        | 50° 50' 9" NB, 3° 41' 54" OL  | 74192   | Kapel                                             |
| Pastorie van de Sint-Kornelisparochie             | Monument       |                       | Sint-Kornelis-Horebeke | Ommegangstraat 3      | 50° 50' 8" NB, 3° 41' 49" OL  | 74193   | Pastorie van de Sint-Kornelisparochie             |
| Hoeve                                             |                |                       | Sint-Kornelis-Horebeke | Ommegangstraat 12     | 50° 50' 16" NB, 3° 42' 4" OL  | 74194   | Hoeve                                             |
| Gesloten hoeve De Ruyterije                       |                |                       | Sint-Kornelis-Horebeke | Ruitersstraat 1       | 50° 49' 19" NB, 3° 42' 10" OL | 74195   | Gesloten hoeve De Ruyterije                       |
| Parochiekerk Sint-Kornelis                        | Monument       |                       | Sint-Kornelis-Horebeke | Sint-Kornelisplein    | 50° 50' 6" NB, 3° 41' 51" OL  | 74196   | Parochiekerk Sint-Kornelis                        |
| Herenhoeve                                        | Monument       |                       | Sint-Kornelis-Horebeke | Sint-Kornelisplein 1  | 50° 50' 6" NB, 3° 41' 49" OL  | 74197   | Herenhoeve                                        |
| Gemeentehuis van Sint-Kornelis-Horebeke en café   | dorpsgezicht   |                       | Sint-Kornelis-Horebeke | Sint-Kornelisplein 4  | 50° 50' 7" NB, 3° 41' 47" OL  | 74198   | Gemeentehuis van Sint-Kornelis-Horebeke en café   |
| Winkel, dorpscafé en hoeve                        | dorpsgezicht   |                       | Sint-Kornelis-Horebeke | Sint-Kornelisplein 6  | 50° 50' 5" NB, 3° 41' 50" OL  | 74199   | Winkel, dorpscafé en hoeve                        |
| Hoekhuis                                          |                |                       | Sint-Kornelis-Horebeke | Sint-Kornelisplein 18 | 50° 50' 4" NB, 3° 41' 53" OL  | 74200   | Hoekhuis                                          |
| Hofstede en brouwerij                             |                |                       | Sint-Kornelis-Horebeke | Sint-Kornelisplein 20 | 50° 50' 3" NB, 3° 41' 55" OL  | 74201   | Hofstede en brouwerij                             |
| Dorpswoning met smidse                            |                |                       | Sint-Kornelis-Horebeke | Sint-Kornelisplein 28 | 50° 50' 5" NB, 3° 41' 59" OL  | 74202   | Dorpswoning met smidse                            |
| Gesloten hoeve                                    |                |                       | Sint-Kornelis-Horebeke | Wafelstraat 1         | 50° 49' 9" NB, 3° 41' 35" OL  | 74203   | Gesloten hoeve                                    |
| Gesloten hoeve                                    | landschap      |                       | Sint-Kornelis-Horebeke | Wafelstraat 5         | 50° 48' 58" NB, 3° 41' 14" OL | 74204   | Gesloten hoeve                                    |

### Bouwkundige gehelen
| Object                          | Erfgoedstatus? | Bouwjaar of architect | Deelgemeente           | Adres                                                              | Coördinaten | Nummer? | Afbeelding                      |
| ------------------------------- | -------------- | --------------------- | ---------------------- | ------------------------------------------------------------------ | ----------- | ------- | ------------------------------- |
| Dorpskom Sint-Maria-Horebeke    | Dorpsgezicht   |                       | Sint-Maria-Horebeke    | Dorpsstraat, Kerkplein, Ketse, Kullaarsweg, Matersestraat, Rokegem |             | 300137  | Dorpskom Sint-Maria-Horebeke    |
| Dorpskom Sint-Kornelis-Horebeke | Dorpsgezicht   |                       | Sint-Kornelis-Horebeke | Kloosterstraat, Koekoekstraat, Ommegangstraat, Sint-Kornelisplein  |             | 300389  | Dorpskom Sint-Kornelis-Horebeke |
| Wijk Corseele                   | Dorpsgezicht   |                       | Sint-Maria-Horebeke    | Korsele, Abraham Hansstraat, Koning Willemdreef                    |             | 300392  | Wijk Corseele                   |